# Chemische Elemente der sechsten Periode
Die sechste Periode des Periodensystems der Elemente beinhaltet alle chemischen Elemente, die genau sechs Elektronenschalen im Atom besitzen. Die innerste (erste)  Elektronenschale ist voll besetzt und besitzt zwei Elektronen. Die zweite Elektronenschale mit acht Elektronen und die dritte Elektronenschale mit 18 Elektronen, sind ebenfalls voll besetzt. Die vierte Elektronenschale besitzt mindestens 18 Elektronen und kann maximal 32 Elektronen aufnehmen. Die fünfte Elektronenschale hat mindestens 8 Elektronen und kann maximal 18 Elektronen aufnehmen. Die äußerste (sechste) Elektronenschale, auch Valenzschale genannt, kann zwischen ein und acht Elektronen aufnehmen. Somit befinden sich insgesamt 32 chemische Elemente in der sechsten Periode. Die Lanthanoide stellen eine besondere Gruppe innerhalb dieser Periode dar.

## Auszug aus dem Periodensystem
| Gruppe              | 1           | 2           | 3     | 4     | 5     | 6     | 7     | 8     | 9     | 10    | 11    | 12    | 13    | 14    | 15    | 16    | 17    | 18    |
|                     | I           | II          |       |       |       |       |       |       |       |       |       |       | III   | IV    | V     | VI    | VII   | VIII  |
| Ordnungszahl Symbol | 55 Cs       | 56 Ba       | 57–71 | 72 Hf | 73 Ta | 74 W  | 75 Re | 76 Os | 77 Ir | 78 Pt | 79 Au | 80 Hg | 81 Tl | 82 Pb | 83 Bi | 84 Po | 85 At | 86 Rn |
|                     |             |             |       |       |       |       |       |       |       |       |       |       |       |       |       |       |       |       |
| Lanthanoide         | Lanthanoide | Lanthanoide | 57 La | 58 Ce | 59 Pr | 60 Nd | 61 Pm | 62 Sm | 63 Eu | 64 Gd | 65 Tb | 66 Dy | 67 Ho | 68 Er | 69 Tm | 70 Yb | 71 Lu |       |

| Alkalimetalle | Erdalkalimetalle | Lanthanoide | Übergangsmetalle | sonstige Metalle | Halogene | Edelgase |

## Magische Zahl
Das chemische Element Blei mit der Ordnungszahl 82 besitzt im Grundzustand des Atomkerns eine höhere Stabilität als benachbarte Nuklide. Diese besondere Ordnungszahl wird als magische Zahl bezeichnet.

## Anzahl der Elektronen in den Elektronenschalen
| Elektronenschale | Anzahl der Elektronen | Anzahl der Elektronen | Anzahl der Elektronen | Anzahl der Elektronen | Anzahl der Elektronen | Bemerkung                               |
| Elektronenschale | Insgesamt             | s-Orbital             | p-Orbital             | d-Orbital             | f-Orbital             | Bemerkung                               |
| ---------------- | --------------------- | --------------------- | --------------------- | --------------------- | --------------------- | --------------------------------------- |
| 1                | 2                     | 2                     | -                     | -                     | -                     | innerste Elektronenschale               |
| 2                | 8                     | 2                     | 6                     | -                     | -                     |                                         |
| 3                | 18                    | 2                     | 6                     | 10                    | -                     |                                         |
| 4                | 18 bis 32             | 2                     | 6                     | 10                    | 0 bis 14              |                                         |
| 5                | 8 bis 18              | 2                     | 6                     | 0 bis 10              | -                     |                                         |
| 6                | 1 bis 8               | 1 bis 2               | 0 bis 6               | -                     | -                     | äußerste Elektronenschale, Valenzschale |

## Liste
| Ordnungszahl | Symbol | Name        | Elementkategorie | Aggregatzustand | Elektronenkonfiguration |
| ------------ | ------ | ----------- | ---------------- | --------------- | ----------------------- |
| 55           | Cs     | Caesium     | Alkalimetalle    | fest            | [Xe] 6s1                |
| 56           | Ba     | Barium      | Erdalkalimetalle | fest            | [Xe] 6s2                |
| 57           | La     | Lanthan     | Lanthanoide      | fest            | [Xe] 5d1 6s2            |
| 58           | Ce     | Cer         | Lanthanoide      | fest            | [Xe] 4f1 5d1 6s2        |
| 59           | Pr     | Praseodym   | Lanthanoide      | fest            | [Xe] 4f3 6s2            |
| 60           | Nd     | Neodym      | Lanthanoide      | fest            | [Xe] 4f4 6s2            |
| 61           | Pm     | Promethium  | Lanthanoide      | fest            | [Xe] 4f5 6s2            |
| 62           | Sm     | Samarium    | Lanthanoide      | fest            | [Xe] 4f6 6s2            |
| 63           | Eu     | Europium    | Lanthanoide      | fest            | [Xe] 4f7 6s2            |
| 64           | Gd     | Gadolinium  | Lanthanoide      | fest            | [Xe] 4f7 5d1 6s2        |
| 65           | Tb     | Terbium     | Lanthanoide      | fest            | [Xe] 4f9 6s2            |
| 66           | Dy     | Dysprosium  | Lanthanoide      | fest            | [Xe] 4f10 6s2           |
| 67           | Ho     | Holmium     | Lanthanoide      | fest            | [Xe] 4f11 6s2           |
| 68           | Er     | Erbium      | Lanthanoide      | fest            | [Xe] 4f12 6s2           |
| 69           | Tm     | Thulium     | Lanthanoide      | fest            | [Xe] 4f13 6s2           |
| 70           | Yb     | Ytterbium   | Lanthanoide      | fest            | [Xe] 4f14 6s2           |
| 71           | Lu     | Lutetium    | Lanthanoide      | fest            | [Xe] 4f14 5d1 6s2       |
| 72           | Hf     | Hafnium     | Übergangsmetalle | fest            | [Xe] 4f14 5d2 6s2       |
| 73           | Ta     | Tantal      | Übergangsmetalle | fest            | [Xe] 4f14 5d3 6s2       |
| 74           | W      | Wolfram     | Übergangsmetalle | fest            | [Xe] 4f14 5d4 6s2       |
| 75           | Re     | Rhenium     | Übergangsmetalle | fest            | [Xe] 4f14 5d5 6s2       |
| 76           | Os     | Osmium      | Übergangsmetalle | fest            | [Xe] 4f14 5d6 6s2       |
| 77           | Ir     | Iridium     | Übergangsmetalle | fest            | [Xe] 4f14 5d7 6s2       |
| 78           | Pt     | Platin      | Übergangsmetalle | fest            | [Xe] 4f14 5d9 6s1       |
| 79           | Au     | Gold        | Übergangsmetalle | fest            | [Xe] 4f14 5d10 6s1      |
| 80           | Hg     | Quecksilber | Übergangsmetalle | flüssig         | [Xe] 4f14 5d10 6s2      |
| 81           | Tl     | Thallium    | sonstige Metalle | fest            | [Xe] 4f14 5d10 6s2 6p1  |
| 82           | Pb     | Blei        | sonstige Metalle | fest            | [Xe] 4f14 5d10 6s2 6p2  |
| 83           | Bi     | Bismut      | sonstige Metalle | fest            | [Xe] 4f14 5d10 6s2 6p3  |
| 84           | Po     | Polonium    | sonstige Metalle | fest            | [Xe] 4f14 5d10 6s2 6p4  |
| 85           | At     | Astat       | Halogene         | fest            | [Xe] 4f14 5d10 6s2 6p5  |
| 86           | Rn     | Radon       | Edelgase         | gasförmig       | [Xe] 4f14 5d10 6s2 6p6  |